# SM U-105
SM U-105 var en Typ U-93 ubåt som tjänstgjorde i den kejserliga tyska flottan under första världskriget. Hon sänkte eller skadade 21 handelsfartyg på totalt 55 834 registerton. Efter kriget överlämnades hon till Frankrike, där ubåten tjänstgjorde som Jean Autric tills den skrotades 1938.
Den 17 oktober 1917 mötte SM U-105 Antilles, ett amerikanskt trupptransportfartyg, under återfärden från en resa till Europa. Antilles torpederades och sjönk bara fem minuter efter att den träffats. Totalt 67 personer dödades i förlisningen, vilket gjorde Antilles till den händelse som kostat flest amerikanska liv i kriget fram till detta datum.

## Design
De tyska ubåtarna av Typ U 93 föregicks av de kortare ubåtarna av Typ U-87. U-105 hade ett deplacement på 798 ton vid ytan och 1.000 ton under vatten. Hon hade en total längd på 71,55 meter, en bredd på 6,30 meter, en höjd på 8,25 meter och ett djupgående på 3,94 meter. Ubåten drevs av två motorer på 2.400 hästkrafter (1 800 kW; 2 400 shp) för användning vid ytan och två motorer på 1 200 hästkrafter (880 kW; 1 200 shp) för användning under ytan. Fartyget hade två propelleraxlar. Fartyget kunde operera på upp till 50 meters djup.
Ubåten kunde nå en hastighet på 16,4 knop (30,4 km/h) på ytan och 8,4 knop (15,6 km/h) under ytan. Under vatten kunde hon färdas 50 nautiska mil (93 km) i 5 knop (9,3 km/h); när hon var uppe på ytan kunde hon färdas 9 280 nautiska mil (17 190 km) i 8 knop (15 km/h). U-109 var utrustad med sex torpedtuber på 50 centimeter (fyra i fören och två i aktern), tolv till sexton torpeder, en 10,5 cm SK L/45 däckskanon och en 8,8 cm SK L/30 däckskanon. Hon hade en besättning på trettiosex personer (trettiotvå sjömän och fyra officerare).

## Sänkta eller skadade fartyg
| Datum            | Namn             | Nationalitet   | Tonnage | Öde    |
| ---------------- | ---------------- | -------------- | ------- | ------ |
| 14 oktober 1917  | Ecaterini C. D.  | Grekland       | 3,739   | Sänkt  |
| 15 oktober 1917  | Saint Paul       | Frankrike      | 79      | Sänkt  |
| 15 oktober 1917  | St. Helens       | USA            | 1,497   | Sänkt  |
| 17 oktober 1917  | SS Antilles      | USA:s armé     | 6,878   | Sänkt  |
| 19 december 1917 | Vinovia          | Storbritannien | 7,046   | Sänkt  |
| 22 december 1917 | Colemere         | Storbritannien | 2,120   | Sänkt  |
| 24 december 1917 | Canova           | Storbritannien | 4,637   | Sänkt  |
| 28 december 1917 | Lord Derby       | Storbritannien | 3,757   | Sänkt  |
| 24 februari 1918 | Sarpfos          | Norge          | 1,458   | Sänkt  |
| 26 februari 1918 | Dalewood         | Storbritannien | 2,420   | Sänkt  |
| 27 februari 1918 | Largo            | Storbritannien | 1,764   | Sänkt  |
| 1 mars 1918      | Penvearn         | Storbritannien | 3,710   | Sänkt  |
| 2 mars 1918      | Carmelite        | Storbritannien | 2,583   | Sänkt  |
| 29 april 1918    | Christiana Davis | Storbritannien | 86      | Sänkt  |
| 29 april 1918    | Johnny Toole     | Storbritannien | 84      | Sänkt  |
| 7 maj 1918       | Nantes           | Storbritannien | 1,580   | Sänkt  |
| 7 maj 1918       | Saxon            | Storbritannien | 1,595   | Sänkt  |
| 2 juli 1918      | Pieuse Paysanne  | Frankrike      | unknown | Skadad |
| 2 juli 1918      | Albert 1er       | Frankrike      | unknown | Skadad |
| 31 augusti 1918  | Milwaukee        | Storbritannien | 7,323   | Sänkt  |
| 7 september 1918 | Ruysdael         | Storbritannien | 3,478   | Sänkt  |